# Джонс, Уолтер Джон Генри
Уолтер Джон Генри Джонс (англ. Walter John Henry Jones, 4 июня 1866, Лэй — 14 апреля 1932, Фулем) — британский игрок в поло, серебряный призёр летних Олимпийских игр 1908.
На Играх 1908 Джонс играл за Харлингемский клуб, который, проиграв в единственном матче, занял второе место и выиграл серебряные медали.